# La Légende des siècles
Cet article possède un paronyme, voir André Malraux, la légende du siècle.
La Légende des siècles est un recueil de poèmes de Victor Hugo, conçu comme une œuvre monumentale destinée à dépeindre l'histoire et l'évolution de l'Humanité.
Écrits par intermittence entre 1855 et 1876, tant ses projets sont nombreux en ces années d'exil à Guernesey, les poèmes sont publiés en trois séries : en 1859, en 1877 et en 1883. Portée par un talent poétique estimé comme sans égal où se résume tout l'art de Hugo, après l'accomplissement des Châtiments et des Contemplations qui lui ont ouvert de nouveaux horizons, la Légende des siècles est considérée comme la seule véritable épopée française et, suivant le jugement porté par Baudelaire, comme la seule épopée moderne possible.
Devant lui, en rêve, le poète contemple le mur des siècles, vague et terrible, sur lequel se dessinent et se mêlent toutes les scènes du passé, du présent et du futur, et où défile la longue procession de l'humanité. Les poèmes sont la peinture de ces scènes éparses et aperçues fugitivement, dans un entremêlement de visions terribles. Hugo n'a recherché ni l'exactitude historique, ni encore moins l'exhaustivité. Au contraire, il s'attache plus volontiers à des figures obscures, le plus souvent inventées, mais qui incarnent et symbolisent leur âge et leur siècle. Comme il l'annonçait lui-même dans la Préface de la Première Série, « C'est de l'histoire écoutée aux portes de la légende ». Les poèmes, tantôt lyriques, épiques ou satiriques, forment une suite de l'aventure humaine, cherchant non à résumer mais à illustrer l'histoire du genre humain. Il s'agit aussi de témoigner, au sens originel du terme, de son long cheminement des ténèbres vers la lumière.
Ce livre, c'est le reste effrayant de Babel ;

C'est la lugubre Tour des Choses, l'édifice

Du bien, du mal, des pleurs, du deuil, du sacrifice,

Fier jadis, dominant les lointains horizons,

Aujourd'hui n'ayant plus que de hideux tronçons,

Épars, couchés, perdus dans l'obscure vallée ;

C'est l'épopée humaine, âpre, immense — écroulée.

## Petites Épopées

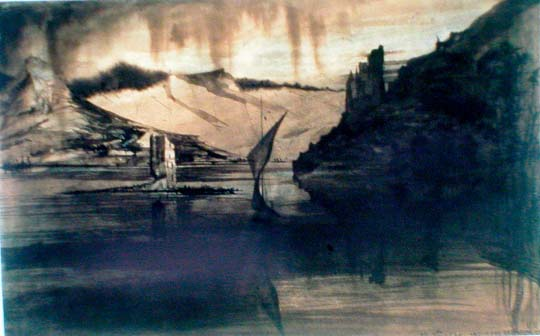
La Tour des rats, dessin de Victor Hugo (1840/1847).

La Légende des siècles n'était pas d'emblée le dessein extraordinaire qu'elle est devenue par la suite. Son origine, et l'idée originelle, se situent dans ces Petites Épopées dont le titre et le vague projet figurent parmi de nombreux autres imaginés et notés par Hugo dans ses carnets dès 1848 et dont rien n'indique qu'elles portaient en elles une ambition aussi vaste.
Après Les Châtiments et Les Contemplations, l'éditeur Hetzel, hésite devant La Fin de Satan et Dieu qui sont près d'être achevés et que Hugo lui soumet. Il voit Hugo prêt à se lancer dans la lignée métaphysique et pratiquement eschatologique de Ce que dit la bouche d'ombre et À celle qui est restée en France qui terminaient les Contemplations. Il redoute alors ces deux vastes poèmes et leur échec probable auprès du public. Il s'intéresse plutôt à ces Petites Épopées que Hugo a mentionnées, qui ne sont encore qu'esquissées mais qui lui semblent mieux servir l'esprit du temps. En mars 1857, Hetzel écrit à Hugo son refus de la Fin de Satan et de Dieu, mais accepte avec enthousiasme les Petites Épopées et l'engage à suivre cette voie.
La nouvelle commande subit néanmoins l'influence de la nouvelle pensée de Hugo et de ses œuvres voisines, tant à cette époque toutes les œuvres de Hugo sont mêlées, créées dans un même élan et dans une sorte de magma d'inspiration, poétique, mystique et philosophique, qui est la marque de sa première décennie d'exil. Cette inspiration le fait d'ailleurs écrire quantité de poèmes, plus ou moins brefs, destinés à être publiés dans des conditions et des projets qui sont en perpétuelle évolution. Hugo intègre désormais les Petites Épopées à son système poétique, faisant d'elles la partie humaine de son dessein que forment La Fin de Satan et Dieu, et s'est rendu compte de la portée et des possibilités qu'offrent les Petites Épopées, présentées comme des fragments épars de la grande épopée humaine. Les idées de titres que note Hugo le montrent : La Légende humaine, La Légende des siècles. Le 11 septembre 1857, Hugo signe avec Hetzel le contrat définitif des Petites Épopées, se gardant le droit d'en modifier le titre.

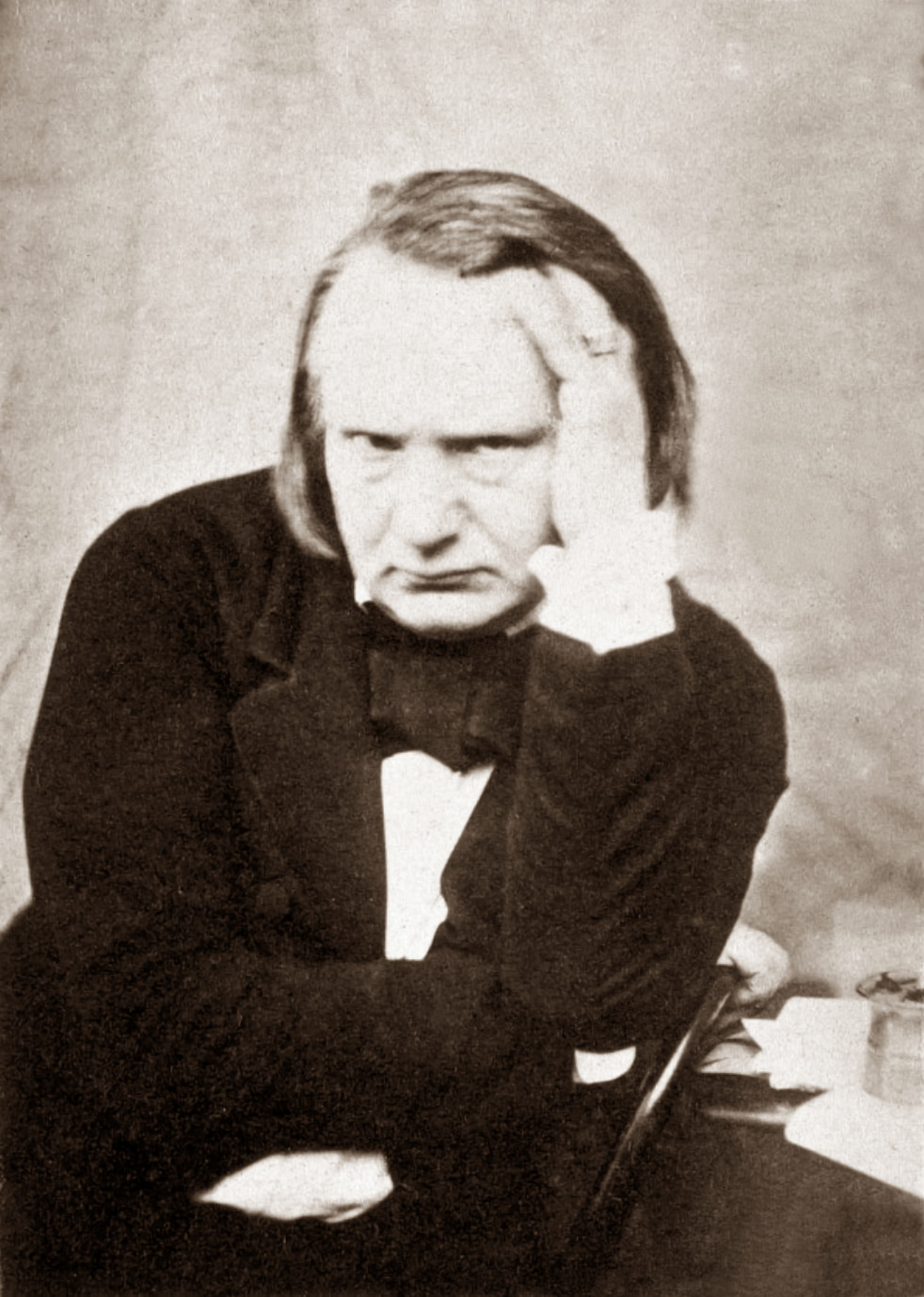
Victor Hugo, dans les années 1850.

Plus tard, Hetzel se montra prêt à publier La Fin de Satan et Dieu mais Hugo, bien conscient des difficultés d'achever ses deux grands poèmes, est désormais lancé tout entier dans sa nouvelle œuvre. Il adopte d'abord un plan qui met en avant la Révolution française, qui est pour lui le moment décisif et crucial de l'Histoire (ce « tournant climatérique de l'humanité », écrit-il dans William Shakespeare). Un poème nommé la Révolution doit en être le pivot et le point central ; d'autres poèmes lui sont adjoints, comme la Pitié Suprême ou le Verso de la page, visant à expliquer et à pardonner la violence, et à prolonger la réflexion philosophique sur ce tournant de l'Histoire. D'autres poèmes encore, dont les titres sont notés, sont projetés mais ne furent jamais écrits, ou prirent des formes différentes : Tous les spectres revenus (dans la section XIXe siècle) et L'Archange et le Poëte (dans celle du XXe siècle). Le plan suivant fut enfin établi, pour le XIXe siècle : L'Océan - La Révolution - le Verso de la page - la Pitié Suprême - Les Pauvres Gens - L'épopée de l'Âne.
Hetzel suivit avec effroi cette évolution, au point de craindre que les épopées ne soient plus si petites que prévu et que les grandes questions philosophiques nées des dernières pièces des Contemplations ne se fassent à nouveau trop sentir, et chercha à tempérer l'ardeur de Hugo. Après une longue et grave maladie qui l'arrête pendant l'été 1858, celui-ci commence l'écriture de poèmes plus strictement narratifs, selon le souhait de son éditeur (comme Le Petit Roi de Galice et Zim-Zizimi). Il songe à une ordonnance nouvelle du recueil, opérant finalement une sélection rigoureusement tournée cette fois vers l'épopée. Il n'abandonne cependant pas l'ambition générale, la proclamant en préambule, et conçoit l'idée d'une publication en plusieurs parties, tant les possibilités sont immenses. Le titre n'est décidé qu'un mois avant l'envoi du manuscrit ; avec son sens de la formule, Hugo a définitivement choisi La Légende des siècles, conservant en sous-titre celui des Petites Épopées.

## Préface et Vision

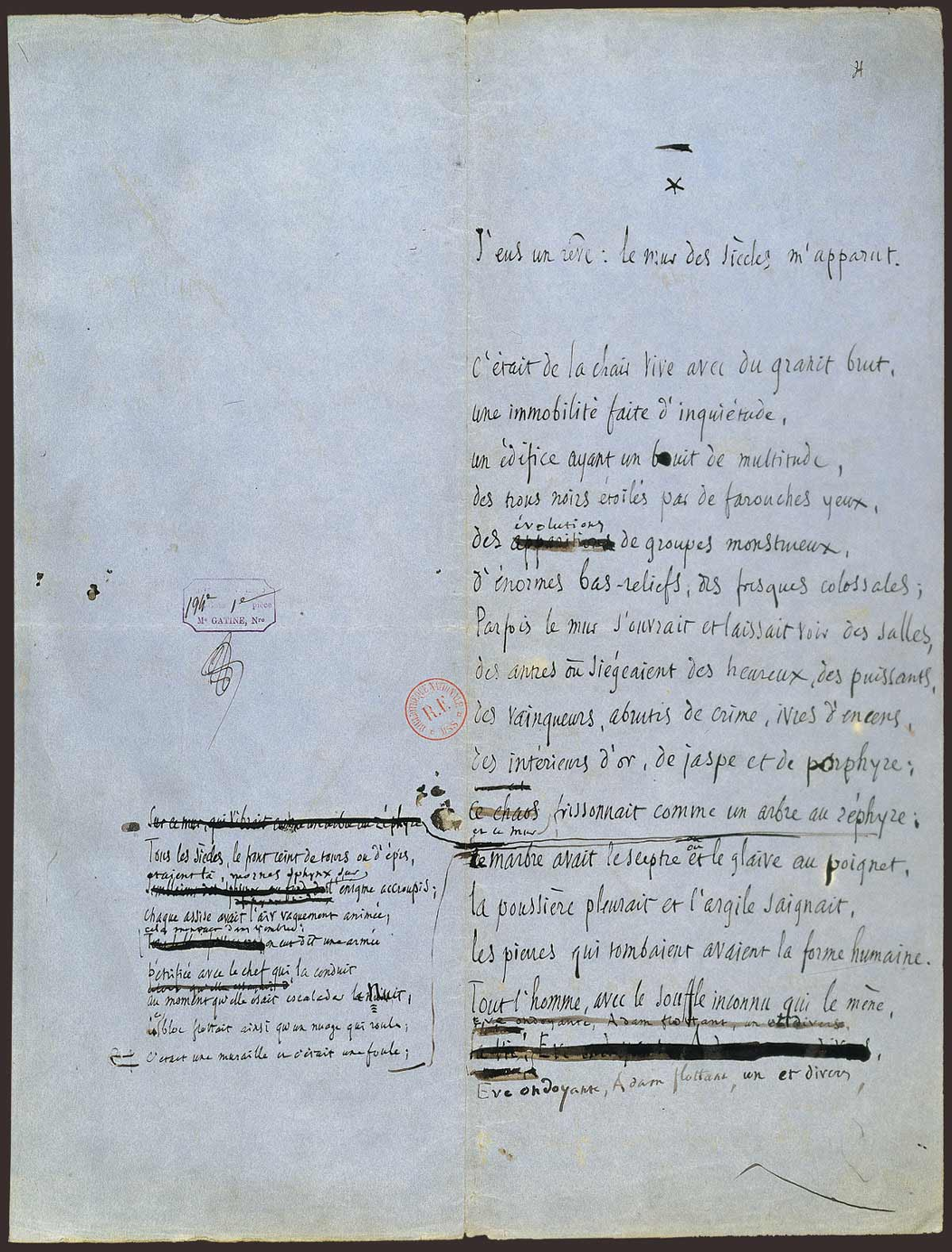
Manuscrit de La Vision d'où est sorti ce livre.

En 1859, Hugo écrivit deux textes qui peuvent être considérés comme deux préfaces à la Légende des siècles. De ces deux, la « Vision d'où est sorti ce livre » fut écrite en premier, immense poème inaugural montrant la vision du poète confronté au mur des siècles. Véritable préface en vers, elle exprime ouvertement l'ambition formidable de l'œuvre. Hetzel la jugea de caractère trop philosophique et prophétique encore, dans cette optique de renforcer le caractère narratif et épique de la Première Série. Par ailleurs, Hugo de son côté sentait le besoin d'annoncer clairement, avant tout, la constitution et la portée de son dessein au-delà de la seule Légende et l'unité fondamentale de celle-ci avec La Fin de Satan et Dieu. Il écrivit donc une Préface, à la fois plus précise et plus générale quant à sa pensée, mais restant finalement plus vague dans le fond que la Vision.
Mais les deux textes expriment, par des moyens différents, la même pensée. Il s'agit de montrer « L'Humanité, considérée comme un grand individu collectif accomplissant d’époque en époque une série d’actes sur la terre », dans son fourmillement et son foisonnement, que Hugo veut retranscrire par ces petites épopées en marge de l'Histoire. Mais au-delà de l'anecdotique et du légendaire, il est un fil conducteur que l'Humanité suit inlassablement : le Progrès, ce « grand fil mystérieux du labyrinthe humain ». Hugo brosse le tableau de « l’homme montant des ténèbres à l’Idéal », oscillant justement entre Dieu et Satan. De cette lutte d'influence entre Dieu et l'Ange déchu dépend la libération de l'Humanité, et son Histoire n'est que celle de l'affranchissement de l'Homme de ses chaînes et du Mal qui le ronge. Comme dans la Fin de Satan où la prise de Bastille constituait l'ultime acte de libération, la Révolution - dont le grand poème fut finalement écarté - reste annoncée comme le point central de l'Histoire, qui va « d'Ève, mère des Hommes, jusqu'à la Révolution, mère des Peuples » ; et apparaît en filigrane dans l'œuvre, comme une ombre lumineuse qu'on tait mais qui est partout présente.

## Première Série

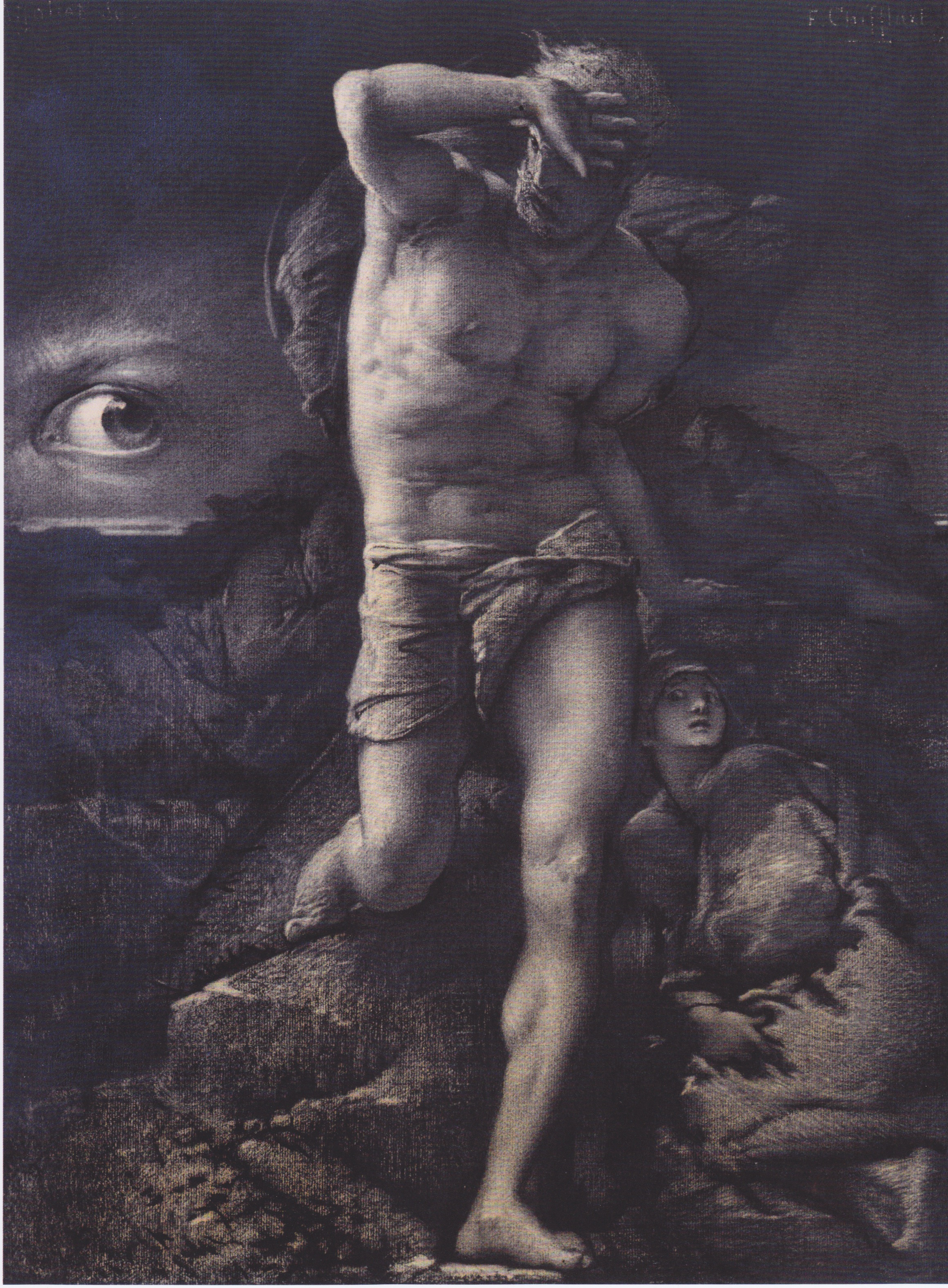
La Conscience, illustration de François Chifflart.

La Première série parut le 28 septembre 1859 à Bruxelles, en deux volumes. Depuis sa terre d'exil, Hugo la dédie à la France :
Livre, qu'un vent t'emporte

En France, où je suis né !

L'arbre déraciné

Donne sa feuille morte.
La forme finalement adoptée était pleinement tournée vers l'épopée. Si l'Antiquité classique est oubliée (Rome, que Hugo n'aimait guère, n'est représentée que pour sa décadence), l'encadrement est résolument biblique, s'ouvrant sur Eve (Le sacre de la femme) et se fermant sur La trompette du jugement, vision traditionnelle de la fin des temps mais laissant sourdre une sombre inquiétude, et préférée au trop singulier Abîme. Les autres grands textes écrits pour elle en 1857-1858, mis à l'écart, furent reportés à une deuxième série future. Comme Hugo le dit dans la Préface, ce n'est que le commencement.

### Composition
- Préface
- I. D'Ève à Jésus (Le sacre de la femme ; La conscience ; Puissance égale bonté ; Les lions ; Le temple ; Booz endormi ; Dieu invisible au philosophe ; Première rencontre du Christ avec le tombeau)
- II. Décadence de Rome (Au lion d'Androclès)
- III. L'Islam (L'an neuf de l'Hégire ; Mahomet ; Le cèdre)
- IV. Le Cycle Héroïque Chrétien (Le parricide ; Le mariage de Roland ; Aymerillot ; Bivar ; Le jour des rois)
- V. Les Chevaliers Errants (La terre a vu jadis ; Le petit roi de Galice ; Eviradnus)
- VI. Les Trônes d'Orient (Zim-Zizimi ; 1453 ; Sultan Mourad)
- VII. L'Italie - Ratbert
- VIII. Seizième siècle - Renaissance. Paganisme (Le Satyre)
- IX. La Rose de l'Infante
- X. L'Inquisition (Les raisons du Momotombo)
- XI. La Chanson des Aventuriers de la Mer
- XII. Dix-septième siècle, Les Mercenaires (Le régiment du baron Madruce)
- XIII. Maintenant (Après la bataille ; Le crapaud ; Les pauvres gens ; Paroles dans l'épreuve)
- XIV. Vingtième siècle (Pleine mer - Plein ciel)
- XV. Hors des temps (La trompette du jugement)

## Nouvelle Série

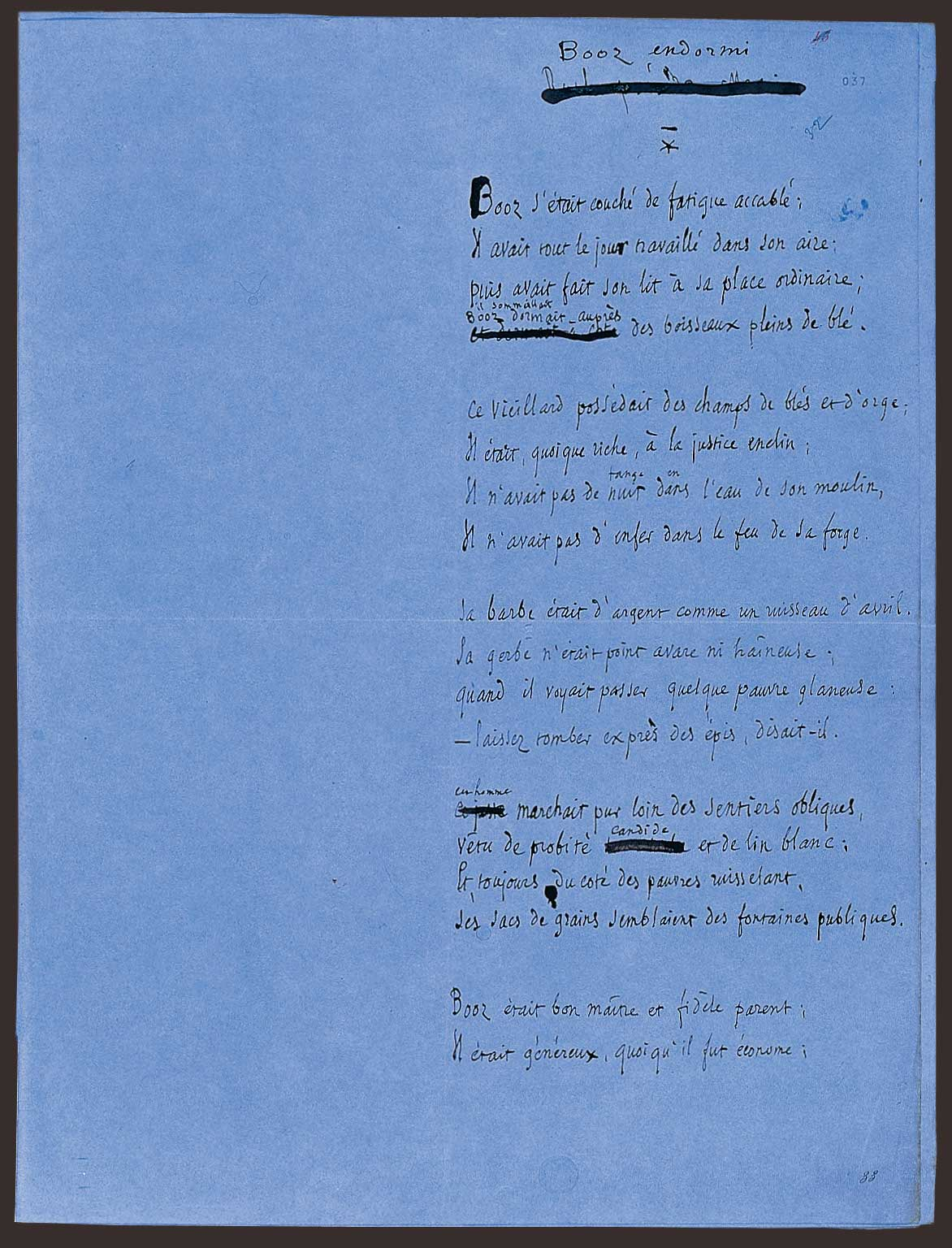
Manuscrit de Booz endormi.

La mise en chantier d'une seconde série de petites épopées commença dès la parution de la Première, mais Hugo fut d'abord occupé par la reprise du projet des Misérables et son activité poétique se concentra, une dernière fois, sur La Fin de Satan et Dieu. L'année même de la publication des Misérables, 1862, il s'attela à la Nouvelle Série, reprenant le plan primitif de la Première Série et ses poèmes écartés: L'Âne, Les Sept Merveilles du Monde (qu'il vient d'écrire), La Révolution, La Pitié Suprême. Mais à nouveau d'autres projets, les romans notamment (Les Travailleurs de la Mer, L'Homme qui rit), viennent s'interposer. 1870 est un moment décisif : Hugo décide de conserver La Révolution pour son futur recueil Les Quatre Vents de l'esprit, et imagine une vaste fusion entre La Légende, Dieu et La Fin de Satan, dressant le plan suivant : La Fin de Satan, livre premier - L'Océan - Elciis - La Vision de Dante - Les Religions (tiré de Dieu) - La Pitié Suprême. Mais les troubles du début des années 1870, qui virent Hugo reprendre l'activité politique et revenir en France, modifièrent sa vision.
La Nouvelle Série fut finalement publiée, en deux tomes, le 26 février 1877 pour le soixante-quinzième anniversaire de Hugo, formée de poèmes laissés en réserve après la Première Série et écrit avant 1859, et d'une grande partie écrits en 1875-1877, fruits d'une nouvelle période d'intense activité poétique. De nouveau, Hugo a mis de côté ces grands poèmes qui devaient en faire partie pour garder des poèmes plus narratifs. Mais le recueil, bien plus que la Première Série, se ressent des événements récents et s'en fait l'écho : La Commune, l'effondrement de Napoléon III, l'adoption de la constitution de la IIIe République. La Nouvelle Série a un lourd enjeu social et philosophique, et reflète largement les positions de Hugo dans ces années, nettement anticléricales et tournées vers les questions de société.
L'Histoire en laquelle Hugo croit est toujours positive, mais marquée désormais par un certain pessimisme, et l'accent est mis sur la fragilité des choses humaines (L'épopée du ver, La ville disparue). Hugo a aussi voulu revenir sur l'Antiquité et surtout sur la Grèce antique, qui manquaient dans la Première Série. Il le fait essentiellement par le moyen de la mythologie, celle de la Gigantomachie et de la Titanomachie. Hugo la présente comme la lutte des travailleurs de l'ombre contre les puissants du monde et de l'Olympe, et il est tentant d'y voir l'image de Hugo contre Napoléon III, géant reclus dans une île comme Encelade, même si Le Titan fut écrit après, en 1875.
Enfin, le recueil se clôt sur le formidable Abîme, dialogue vertigineux entre l'Homme, la Terre, le Soleil, les Étoiles, jouant sur les échelles jusqu'à l'Infini derrière lequel se tient Dieu, replaçant l'homme dans sa petitesse face à l'Univers.

### Composition
La vision d'où est sorti ce livre
- I. La Terre (La terre - hymne)

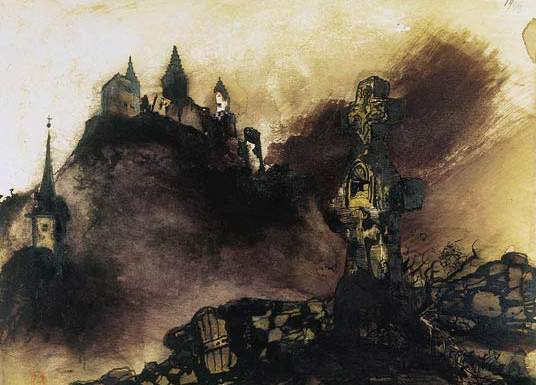
Vianden, dessin de Victor Hugo (1871).

- II. Suprématie [inspirée de la Kena Upanishad]
- III. Entre géants et dieux (Le géant, aux dieux ; Les temps paniques ; Le titan)
- IV. La ville disparue
- V. Après les dieux, les rois (I : Inscription ; Cassandre ; Les trois cents ; Le détroit de l'Euripe ; La chanson de Sophocle à Salamine ; Les bannis ; Aide offerte à Majorien ; II : L'hydre ; Le romancero du Cid ; Le roi de Perse ; Les deux mendiants ; Montfaucon ; Les reîtres ; Le comte Félibien)
- VI. Entre lions et rois (Quelqu'un met le holà)
- VII. Le Cid exilé
- VIII. Welf, Castellan d'Osbor
- IX. Avertissements et châtiments (Le travail des captifs ; Homo duplex ; Verset du Coran ; L'aigle du casque)
- X. Les Sept merveilles du monde
- XI. L’Épopée du ver
- XII. Le Poète au ver de terre
- XIII. Clarté d'âmes
- XIV. Les chutes (Fleuves et poètes)
- XV. Le Cycle pyrénéen (Gaïffer-Jorge, duc d'Aquitaine ; Masferrer ; La paternité)
- XVI. La Comète
- XVII. Changement d'horizon
- XVIII. Le Groupe des Idylles
- XIX. Tout le passé et tout l'avenir
- XX. Un poète est un monde
- XXI. Le Temps présent (La Vérité, lumière effrayée ; Tout était vision ; Jean Chouan ; Le cimetière d'Eylau ; 1851 - choix entre deux passants ; Écrit en exil ; La colère du bronze ; France et âme ; Dénoncé à celui qui chassa les vendeurs ; Les enterrements civils ; Le prisonnier ; Après les fourches caudines)
- XXII. L'Élégie des fléaux
- XXIII. Les Petits (Guerre civile ; Petit Paul ; Fonction du l'enfant ; Question sociale)
- XXIV. Là-haut
- XXV. Les Montagnes (Désintéressement)
- XXVI. Le Temple
- XXVII. À L'Homme
- XXVIII. Abîme

## Dernière Série
La Nouvelle Série était parue avec l'avertissement suivant : 
« Le complément de la Légende des siècles sera prochainement publié, à moins que la fin de l'auteur n'arrive avant la fin du livre »[réf. souhaitée].
C'est le 9 juin 1883 que parut le tome cinquième et dernier de La Légende des siècles, intitulé "série complémentaire". Contrairement à ce que celle-ci et d'autres publications récentes (telle Les Quatre Vents de l'esprit, en 1881) laissaient penser, il s'agit en fait de textes écrits bien auparavant et non des ultimes œuvres d'un Hugo apparemment intarissable. On reprocha ainsi, bien à tort, à cette dernière publication d'être l'œuvre d'un poète vieillissant, versant avec excès dans la facilité et la haine anticléricale. En réalité, la congestion cérébrale dont Hugo fut victime en juin 1878 avait quasiment mis fin à son écriture. Dans son annonce de la prochaine série à venir, Hugo avait-il l'intention d'écrire spécialement pour celle-ci ? La chose est possible, même s'il semble qu'aucun poème n'ait été écrit entre la parution de la Nouvelle Série en février 1877 et juin 1878. Quoi qu'il en soit, la série publiée n'était en fait qu'une réunion de poèmes antérieurs, écartés d'autres recueils : ainsi la Vision de Dante (écrit en 1853, initialement prévu pour les Châtiments) ou les Quatre Jours d'Elciis (écrit en 1857 et projeté tour à tour pour la Première ou la Nouvelle Série, le prologue ayant peut-être été rajouté vers 1880). Cet assemblage de poèmes peu narratifs mais plutôt psychologiques pour certains, alternant visions sombres et lumineuses, donne l'impression d'un épilogue contemplatif et intemporel, très à part des deux séries précédentes.

### Composition
Je ne me sentais plus vivant
- I. Les Grandes Lois
- II. Voix basses dans les ténèbres
- III. Je me penchai
- IV. Mansétude des anciens juges
- V. L'Échafaud
- VI. Inferi
- VII. Les quatre jours d'Elciis
- VIII. Les paysans au bord de la mer
- IX. Les esprits
- X. Le Bey outragé
- XI. La chanson des doreurs de proues
- XII. Ténèbres
- XIII. L'Amour
- XIV. Rupture avec ce qui amoindrit
- XV. Les paroles de mon oncle
- XVI. Victorieux ou mort
- XVII. Le cercle des tyrans
- XVIII. Paroles de Géant
- XIX. Quand le Cid
- XX. La vision de Dante
- XXI. Dieu fait les questions
- XXII. Océan
- XXIII. Ô Dieu, dont l'œuvre va plus loin que notre rêve

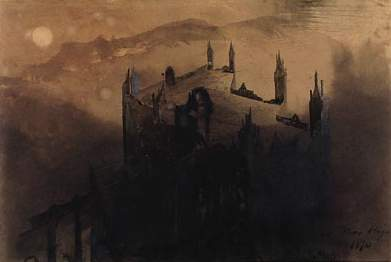
Souvenir des Vosges. Burg de Hugo-Tête d'aigle, dessin de Victor Hugo (1850).

## Édition collective
En septembre 1883, quelques mois après la Dernière Série, parut une édition définitive dans laquelle les trois séries étaient fondues et réorganisées, suivant un prétexte plus ou moins, si l'on peut dire, chronologique, ou en tout cas logique, visant à créer une unité et une lecture d'ensemble. Correspondait-elle à la vision et au désir de Hugo ? Ce n'est pas sûr. Il n'est pas impossible que le poète, affaibli physiquement et intellectuellement depuis sa congestion, affecté par la mort de Juliette Drouet, ait été influencé ou ait laissé faire ses amis et exécuteurs.
Il a été en effet maintes fois relevé que cette fusion nuit de manière regrettable à la logique interne de l'œuvre. Si elle a le mérite de replacer « la vision d'où est sorti ce livre » en tête de l'ensemble, dans son rôle de seconde préface, elle fait disparaître les spécificités de chaque série, notamment celle de la Nouvelle Série conçue comme un témoin de son temps. Elle introduit également, alors que chaque série la respectait à sa manière, des bizarreries de chronologie : l'Antiquité (mythologie grecque) se situe tout entière après Jésus et le Cid apparaît, une première fois, avant Mahomet… Hugo avait étudié l'équilibre de chaque volume et chaque poème avait une place bien affirmée et définie, que la réunion des séries ne pouvaient que rompre, dans le but de faciliter la lecture, en faisant alterner les longs poèmes avec des plus courts, méditatifs ou « reposants ». Elle a aussi donné l'impression, fausse, que la fusion finale était un but fixé par Hugo, comme si la publication en série avait été un éparpillement malheureux et transitoire dont l'effacement devenait évident. Les éditions modernes, pour des raisons pratiques et de simplification, adoptent encore l'édition collective, présentant l'agencement décrit ci-après.

### Composition
Préface
- La Vision d'où est sorti ce livre
- I. La Terre
- II. D'Ève à Jésus (Le Sacre de la femme ; La Conscience ; Puissance égale bonté ; Les Lions ; Le Temple ; Booz endormi ; Dieu invisible au philosophe ; Première rencontre du Christ avec le tombeau)
- III. Suprématie
- IV. Entre géants et dieux (Le Géant, aux dieux ; Paroles de géant ; Les Temps paniques ; Le Titan)
- V. La Ville disparue
- VI. Après les dieux, les rois (I : Inscription ; Cassandre ; Les Trois Cent ; Le Détroit de l'Euripe ; La Chanson de Sophocle à Salamine ; Les Bannis ; Aide offerte à Majorien ; II : L'Hydre ; Quand le Cid fut entré ; Le Romancero du Cid ; Le Roi de Perse ; Les Deux Mendiants ; Montfaucon ; Les Reîtres ; Le Comte Félibien)
- VII. Entre lions et rois (Quelqu'un met le holà)
- VIII. Décadence de Rome (Au lion d'Androclès)
- IX. L'Islam (L'An Neuf de l'Hégire ; Mahomet ; Le Cèdre)
- X. Le Cycle héroïque Chrétien (Le Parricide ; Le Mariage de Roland ; Aymerillot ; Bivar ; Le Jour des rois)
- XI. Le Cid exilé
- XII. Les Sept Merveilles du monde
- XIII. L'Épopée du ver
- XIV. Le Poëte au ver de terre
- XV. Les Chevaliers errants (La Terre a vu jadis ; Le Petit Roi de Galice ; Eviradnus)
- XVI. Les Trônes d'Orient (Zim-Zizimi ; 1453 ; Sultan Mourad ; Le Bey outragé ; La Chanson des doreurs de proues)
- XVII. Avertissements et châtiments (Le Travail des captifs ; Homo duplex ; Verset du Coran ; L'Aigle du casque)
- XVIII. L'Italie - Ratbert
- XIX. Welf, Castellan d'Osbor
- XX. Les Quatre Jours d'Elciis
- XXI. Le Cycle pyrénéen (Gaïffer-Jorge, duc d'Aquitaine ; Masferrer ; La Paternité) ;
- XXII. Seizième siècle - Renaissance Paganisme (Le Satyre)
- XXIII. Je me penchai
- XXIV. Clarté d'âmes
- XXV. Les Chutes (Fleuves et poètes)
- XXVI. La Rose de l'Infante
- XXVII. L'Inquisition (Les Raisons du Momotombo)
- XXVIII. La Chanson des Aventuriers de la Mer
- XXIX. Mansétude des anciens juges
- XXX. L'Échafaud
- XXXI. Dix-septième siècle, Les Mercenaires (Le régiment du baron Madruce)
- XXXII. Inferi
- XXXIII. Le Cercle des tyrans
- XXXIV. Ténèbres
- XXXV. Là-haut
- XXXVI. Le Groupe des Idylles
- XXXVII. Les Paysans au bord de la mer
- XXXVIII. Les Esprits
- XXXIX. L'Amour
- XL. Les Montagnes (Désintéressement)
- XLI. Océan
- XLII. À l'Homme
- XLIII. Le Temple
- XLIV. Tout le passé et tout l'avenir
- XLV. Changement d'horizon
- XLVI. La Comète
- XLVII. Un poëte est un monde
- XLVIII. Le Retour de l'Empereur
- XLIX. Le Temps présent (La Vérité, lumière effrayée ; Tout était vision ; Jean Chouan ; Après la bataille ; Les Paroles de mon oncle ; Le Cimetière d'Eylau ; 1851 - choix entre deux passants ; Écrit en exil ; La Colère du bronze ; France et âme ; Dénoncé à celui qui chassa les vendeurs ; Les Enterrements civils ; Victorieux ou mort ; Le Prisonnier ; Après les fourches caudines ; Paroles dans l'épreuve)
- L. L'Élégie des fléaux
- LI. Voix basses dans les ténèbres
- LII. Les Pauvres Gens ;
- LIII. Le Crapaud ;
- LIV. La Vision de Dante ;
- LV. Les Grandes Lois (+  Je ne me sentais plus vivant ; Dieu fait les questions)
- LVI. Rupture avec ce qui amoindrit
- LVII. Les Petits (Guerre civile ; Petit Paul ; Fonction du l'enfant ; Question sociale)
- LVIII. Vingtième siècle (Pleine mer - Plein ciel)
- LIX. Ô Dieu, dont l'œuvre va plus loin que notre rêve
- LX. Hors des temps (La Trompette du jugement)
- LXI. Abîme

## Chronologie d’écriture

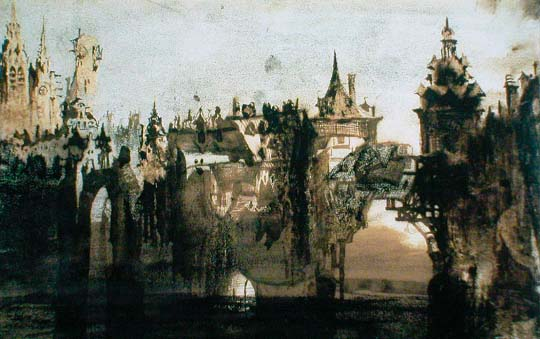
Ville au pont rompu, dessin de Victor Hugo (1847).

L'étude de la chronologie des principaux poèmes de La Légende et de ceux qui lui sont intimement liés permet de constater l'évolution de l'idée initiale, l'intense activité qui occupe les années précédant les deux premières publications, et le fait que le dernier recueil de 1883 n'est en fait composé que de poèmes écrits à divers moments des deux séries précédentes :
- 1840 : La Chanson des Aventuriers de la Mer[1] ; Le Retour de l'Empereur (ajouté dans l'édition collective)
- 1846 : Le mariage de Roland[1] ; Aymerillot[1]; Verset du Koran[2]
- 1849 : Mahomet[1]; 1453[1]
- 1850 : Après la bataille[1]
- 1852 : Première rencontre du Christ avec le tombeau[1]
- 1853 : La Conscience[1] ; Le temple[1] ; Homo duplex[2] ; La Vision de Dante[3] ; Abîme [2]
- 1854 : Au lion d'Androclès [1] ; Inferi[3] ; Les paysans au bord de la mer[3] ; Océan[3] ; Tout le passé et tout l'avenir [2] ; Un poëte est un monde [2] ; Les pauvres gens[1] (+ La Fin de Satan)
- 1855 : Désintéressement[2] ; Paroles dans l'épreuve [1] ; Les Grandes Lois[3] (+ Dieu)
- 1856 : Dieu invisible au philosophe[1] ; Le romancero du Cid[2] ; Le bey outragé[3] ; L'Échafaud [3] ; Changement d'horizon [2] (+ Dieu)
- 1857 : Puissance égale bonté[1] ; Les lions[1] ; L'Italie - Ratbert[1] ; Les Quatre jours d'Elciis [3] (+ Dieu, La Révolution, Le Verso de la Page, La Pitié Suprême)
- 1858 : Le sacre de la femme[1] ; Le crapaud[1] ; L'an neuf de l'Hégire [1] ; Le cèdre[1] ; Le parricide[1] ; La terre a vu jadis [1] ; Le petit roi de Galice[1] ; Zim-Zizimi [1] ; Sultan Mourad[1] ; Gaïffer-Jorge [1] (+ L'Âne)
- 1859 : Booz endormi[1] ; Les reîtres [2] ; Bivar[1] ; Le jour des rois[1] ; Le Cid exilé[2] ; Eviradnus[1] ; Masferrer[2] ; Le satyre[1] ; La Rose de l'Infante [1] ; Les raisons du Momotombo[1] ; Le régiment du baron Madruce[1] ; Tout était vision [2] ; Vingtième siècle[1] ; La trompette du jugement[1] ; La Vision d'où est sorti ce livre[2] ; Préface[1] - Parution de la Première Série - Choix entre deux passants[2] (+ La Fin de Satan)
- 1860 : Aide offerte à Majorien[2] ; Le groupe des idylles (en grande partie) [2] (+ La Fin de Satan)
- 1862 : Les sept merveilles du monde[2] ; L'Épopée du ver[2] ; Fleuves et poëtes[2]
- 1865 : Rupture avec ce qui amoindrit[3]
- 1869 : Welf[2] ; Là-haut [2] ; La colère du bronze[2]
- 1870 : Suprématie[2] ; Inscription[2] ; Mansuétude des anciens juges[3] ;
- 1871 : Victorieux ou mort [3] ;
- 1872 : Le roi de Perse[2] ; Les deux mendiants[2] ; Écrit en exil[2]
- 1873 : La Terre[2] ; Les trois cents[2] ; Le détroit de l'Euripe [2] ; Les bannis[2] ; L'hydre [2] ; Le travail des captifs[2]
- 1874 : La ville disparue[2] ; Clarté d'âmes [2] ; Le temple[2] ; La comète[2] ; Le cimetière d'Eylau [2] ; France et âme[2] ; Dénoncé à celui qui chassa les vendeurs[2] ; Le prisonnier[2] ; Les paroles de mon oncle[3]
- 1875 : Le géant, aux dieux[2] ; Paroles de géant[3] ; Les temps paniques[2] ; Le titan[2] ; La paternité[2] ; Voix basses dans les ténèbres[3] ; Je me penchai [3] ; Les enterrements civils[2]) ; L'élégie des fléaux[2] ; Question sociale[2]
- 1876 : Cassandre[2] ; La chanson de Sophocle à Salamine[2] ; Quand le Cid [3] ; Le comte Félibien[2] ; Quelqu'un met le holà[2] ; L'aigle du casque[2] ; À L'Homme [2] ; Jean Chouan[2] ; Guerre civile[2] ; Petit Paul[2] ; Fonction de l'enfant [2]
- 1877 : Le poëte au ver de terre[2] ; Le groupe des idylles[2] - Parution de la Nouvelle Série

## Réception

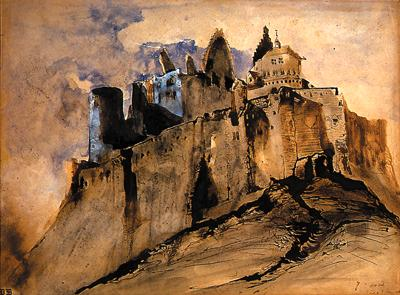
Vianden, dessin de Victor Hugo (1871).

La parution des séries de La Légende des siècles à trois moments distincts et, pour les deux plus importantes, première et deuxième, éloignés de près de dix-huit années, a fait que chacune a été accueillie de manière très différente, suivant son contexte.
La verve épique et narrative de la Première Série fut louée de manière quasiment unanime. Beaucoup ont été frappés par la puissance évocatrice de la nouvelle œuvre de Hugo, qui s'attachait pour la première fois réellement à ce genre particulier sur lequel régnaient Vigny et surtout, depuis le début des années 1850, Leconte de Lisle.
Sur ce point, Flaubert a laissé de nombreux témoignages que l'on retrouve dans sa correspondance : « Quel homme que ce père Hugo ! S… n… de D…, quel poète ! Je viens d’un trait d’avaler les deux volumes ! Tu me manques ! Bouilhet me manque ! Un auditoire intelligent me manque ! J’ai besoin de gueuler trois mille vers comme on n’en a jamais fait ! Et quand je dis gueuler – non, hurler ! Je ne me connais plus ! qu’on m’attache ! Ah ! ça m’a fait du bien ! […] Le père Hugo m’a mis la boule à l’envers ».
« As-tu lu la Légende des siècles du père Hugo ? J’ai trouvé cela tout bonnement énorme. Ce bouquin m’a fortement calotté ! Quel immense bonhomme ! On n’a jamais fait de vers comme ceux des Lions ! ».
« Je suis tout étourdi et ébloui par les deux nouveaux volumes de Hugo, d’où je sors à l’instant. J’ai des soleils qui me tournent devant les yeux et des rugissements dans les oreilles. Quel homme ! ».
« Une chose magnifique vient de paraître : la Légende des siècles, de Hugo. Jamais ce colossal poète n’avait été si haut. Vous qui aimez l’idéal et qui le sentez, je vous recommande les histoires de chevalerie qui sont dans le premier volume. Quel enthousiasme, quelle force et quel langage ! Il est désespérant d’écrire après un pareil homme. Lisez et gorgez-vous de cela, car c’est beau et sain. Je suis sûr que le public va rester indifférent à cette collection de chefs-d’œuvre ! Son niveau moral est tellement bas, maintenant ! On pense au caoutchouc durci, aux chemins de fer, aux expositions, etc., à toutes les choses du pot-au-feu et du bien-être ; mais la poésie, l’idéal, l’Art, les grands élans et les nobles discours, allons donc ! ».

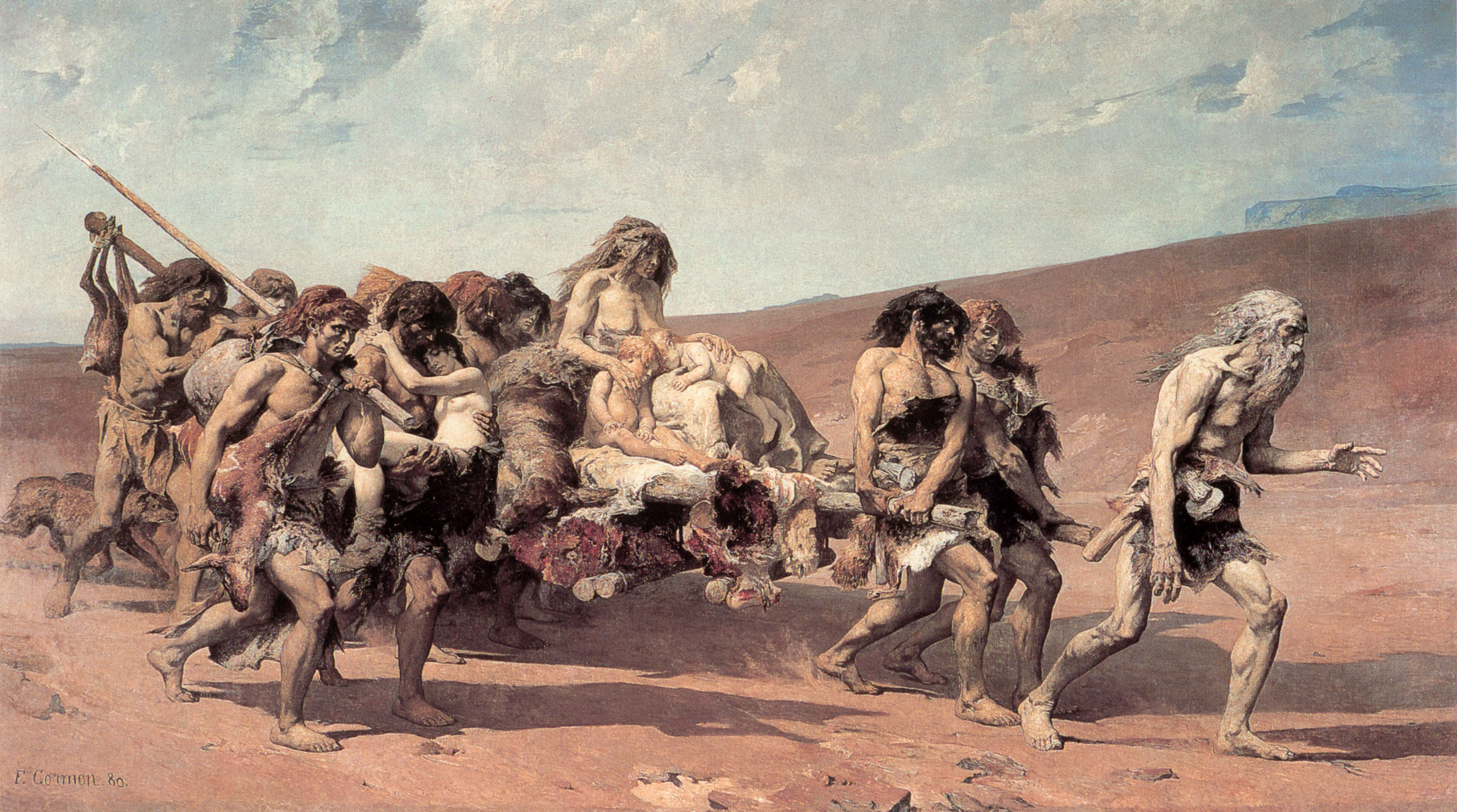
Caïn (1880), tableau de Fernand Cormon d'après La Légende des siècles.

Théophile Gautier, soutien de toujours, en a fait l'éloge dans son Rapport sur les progrès de la poésie, en 1868 : « […] si nous n'avons pas encore le poème épique régulier en douze ou vingt-quatre chants, Victor Hugo nous en a donné la monnaie dans la Légende des siècles, monnaie frappée à l'effigie de toutes les époques et de toutes les civilisations, sur des médailles d'or du plus pur titre » . Le recueil fut également salué par Baudelaire, qui écrivit à son sujet le commentaire le plus fameux, et sans doute le plus juste : « Pour en revenir à la Légende des siècles, Victor Hugo a créé le seul poème épique qui put être créé par un homme de son temps pour des lecteurs de son temps ». Toutefois, Baudelaire mourut avant la parution de la Nouvelle Série ; sans doute y aurait-il moins apprécié ce qu'il appelait « l'enseignement » de Hugo, ce rôle de prophète et de philosophe qui suscitait déjà son irritation. Car passés les premiers émerveillements, certains « amoureux » se firent plus critiques, comme ce fut peut-être le cas de Flaubert. C'est du moins ce que laisse entendre une note des frères Goncourt dans leur journal du 4 mai 1860 : « Nous causons avec Flaubert des Légendes des siècles, de Hugo. Ce qui le frappe surtout dans Hugo, qui a l'ambition de passer pour un penseur, c'est l'absence de pensée; c'est, selon son expression, un naturaliste. Il a de la sève des arbres dans le sang ». Ce reproche d'absence de pensée, en 1860, était peut-être dû à la différence entre l'ambition affichée dans la Préface et le propos essentiellement narratif de la Première Série. Quoi qu'il en soit, Flaubert fit moins de commentaires en 1877, dans un sens ou dans l'autre. Leconte de Lisle fut plus sévère. S'il convint de la grandeur hugolienne, il était plus critique sur la réussite et la capacité de celui-ci à comprendre véritablement les civilisations passées. En effet, pour lui, qui ne croit d'ailleurs aucunement au Progrès de l'humanité mais à tout son contraire, le poète doit « se pénétrer à son gré des sentiments et des passions propres aux époques et aux races disparues » . L'édition de ses Poèmes barbares sera sa réponse à la Première Série. Le reproche principal qu'il fait à Hugo est de remplacer l'esprit propre des civilisations par ses propres visions et idées. Plus tard, reçu à l'Académie française à la place de Hugo, et au milieu de ses éloges convenus, il dira que pour réussir pleinement la tentative de la Légende des siècles, « il fallait qu'il se fût assimilé tout d'abord l'histoire, la religion, la philosophie de chacune des races et des civilisations disparues ; qu'il se fit tour à tour, par un miracle d'intuition, une sorte de contemporain de chaque époque et qu'il y revécût exclusivement, au lieu d'y choisir des thèmes propres au développement des idées et des aspirations du temps où il vit en réalité. » 
La parution de la Nouvelle Série fit elle aussi un bruit immense, mais ne fut en réalité pas vraiment lue. Des poèmes ayant été publiés en « avant première dans des journaux (comme les Idylles, qui connurent d'ailleurs un grand succès), on s'abstint de lire le recueil complet. Les critiques littéraires se montrèrent plutôt embarrassés et le succès public fut finalement médiocre. Si la fierté était là d'avoir enfin une « épopée de la France », la consécration de l'aura populaire et presque sacrée de la figure de Hugo s'attachait plutôt à sa personne qu'à son œuvre. La Nouvelle Série fut néanmoins très critiquée par toute une partie des intellectuels du temps, dont surtout Barbey d'Aurevilly et bien sûr Zola : « Je ne crois pas à la descendance de Victor Hugo. Il emportera le romantisme avec lui, comme une guenille de pauvre dans laquelle il s'est taillé un manteau royal ». Ce furent surtout les idées véhiculées qui furent attaquées et moquées, regardées comme dépassées, chacun convenant finalement de l'excellence poétique de Hugo.
Enfin, la Dernière Série fut encore moins bien accueillie, par ce reproche de n'être plus que l'œuvre d'un poète vieillissant.[réf. souhaitée] Mais cela n'avait plus guère d'importance ni d'enjeu, tant Hugo était alors « sanctifié », incarnant les derniers feux du romantisme et d'un âge bientôt révolu.

## Vers célèbres
Parmi les quelque vingt-cinq mille vers que totalisent les trois séries de La Légende, tous forgés sur un des plus formidables métiers poétiques que la poésie française ait engendrés, quelques-uns sont devenus immensément célèbres :
- L'œil était dans la tombe et regardait Caïn (La Conscience, 1re série)
- Vous m'êtes apparu dans cet homme, Seigneur (Le Petit Roi de Galice, 1re série)
- Mon père, ce héros au sourire si doux (Après la bataille, 2e série)

## Thèmes
S'attachant à l'Humanité, Hugo a voulu aborder tous les âges et tous les genres, diversifiant son style pour s'adapter à chacun. Mais au-delà du thème général du Progrès, qui se manifeste dans l'œuvre prise dans son ensemble, les poèmes de la Légende des siècles abordent plusieurs thèmes spécifiques, qui sont tous liés entre eux. Le plus immédiatement identifiable à la lecture, constant chez Hugo depuis l'exil, est celui du châtiment qui s'abat sur ceux qui ont abusé de leur puissance et qui ont frappé les innocents, que la justice divine vient frapper à leur tour (L'Aigle du Casque, Ratbert) ou poursuivre pour l'éternité (La Conscience, Le Parricide). Ceux-là auront à répondre et à expier leur crime, comme Napoléon avait expié le 18 brumaire et comme Napoléon III aura à expier le crime du 2 décembre 1851), et à en répondre devant le Juge, comme ils ont eu à faire face au juste qui se dresse toujours contre les puissants, lui aussi messager d'une justice au-dessus de celle des hommes : Welf, Elciis, le Satyre, le Titan ; figures derrière lesquelles se tient celle de Hugo lui-même, debout sur son rocher devant l'océan éternel. Le manichéisme hugolien est cependant plus complexe qu'il n'y paraît : la lutte du Bien et du Mal se produit à l'intérieur même de l'humanité dans sa progression vers sa future libération, et elle est nécessaire.

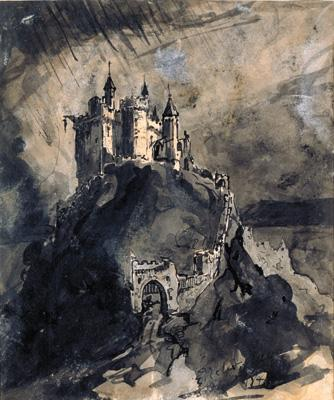
Dessin de Victor Hugo (1847).

Ce thème multiple se rapproche de celui de l'hybris, le thème grec éternel de la démesure des hommes et de leur orgueil, et de la chute inévitable qui les accompagne, et se place au fondement de la pensée de Hugo ; tel était déjà le destin de Nemrod dans La Fin de Satan, et en fait de Satan lui-même. Enfin, il trouve son écho dans la vision de la fragilité des choses humaines, destinées à la ruine comme Babel châtiée : le ver de terre, qui a son épopée (L'épopée du ver), qui vient après les Sept Merveilles du monde. Hugo chante l'Homme, mais a su, même s'il a violemment rejeté les thèses nouvelles de Darwin et si les poèmes ne se font pas l'écho d'un monde avant l'homme, porter sur lui un regard nouveau qu'ont influencé les thèses scientifiques du XIXe siècle. Il transparaît dans Abîme, qui renvoie l'Homme à sa mesure dans l'univers, et dans Vingtième siècle, qui montre l'Humanité finalement libérée.
Une lecture possible du fameux Vingtième siècle pourrait en faire un ancêtre de la science-fiction. En laissant de côté la symbolique du poème, son sens profond et sa fonction d'espérance dans la Légende, il est tentant de voir dans le couple Pleine Mer/Plein Ciel l'opposition classique dystopie/utopie : Le Léviathan, bateau immense, fleuron de l'industrie, symbole de la démesure et de l'orgueil des hommes, gît échoué et brisé dans un monde désert, battu par les tempêtes et la furie des éléments, d'où l'homme semble avoir disparu pour avoir provoqué la colère de la Nature blessée. Mais en fait, réunie, réconciliée, l'humanité est partie vers les étoiles dans une arche immense, pour rechercher et apporter « la liberté dans la lumière ».

## Érudition hugolienne et mythe

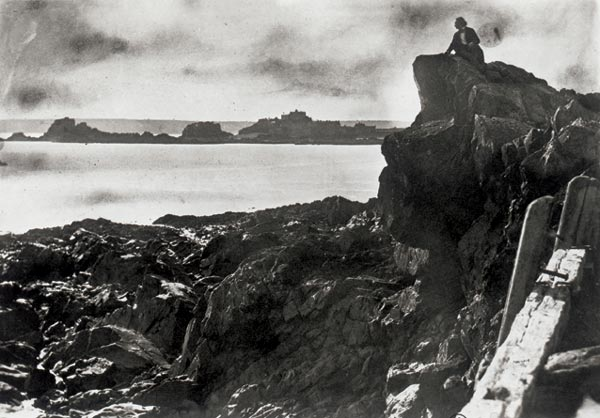
Hugo à Jersey sur le rocher dit « des proscrits », vers 1852.

L'atmosphère très particulière de la Légende des siècles, qui fit notamment le succès de la Première Série, vient en grande partie de l'accumulation prodigieuse et vertigineuse de détails et de noms, choisis pour leurs consonances particulières et créant un climat antique et mystérieux. Ces multiples détails, Hugo les tirait de sources très sérieuses de sa bibliothèque, tels les Livres sacrés de l'Orient (compilation de Pauthier), l'Histoire universelle de Dom Calmet ou surtout le Grand dictionnaire historique de Moréri qu'il possédait dans une édition de 1683. Hugo noircissait ainsi des pages de notes et de noms, dans le but avoué de produire cet effet immédiat d'envoûtement sonore mais non dans celui, comme cela lui a souvent été reproché, de faire penser au lecteur que lui-même possède une connaissance illimitée.
Cette recherche des noms inconnus et spécifiques va de pair avec ce choix des sujets méconnus par rapport aux grands faits historiques. Hugo expose lui-même sa démarche dans la Préface, à propos des Raisons du Momotombo : «un rudiment imperceptible, perdu dans la chronique ou dans la tradition, à peine visible à l'œil nu, […] a souvent suffi». Des anecdotes, des histoires oubliées lui ont donné les points de départ de nombreux poèmes. Ainsi ne reculait-il pas, quand il le fallait, devant l'invention personnelle, notamment pour les noms de ses héros de l'ombre : Elciis, le titan Phtos, Eviradnus. On connaît aussi le cas du fameux Jerimadeth (Booz endormi), sur lequel se sont longuement penchés les spécialistes de la Bible. La Bible, dont il s'était exercé à versifier de longs passages dans les années 1840 (qui furent parfois repris dans la Fin de Satan et Dieu, et même dans la Légende), était également une de ses sources principales, et Homère, Virgile et Dante ses modèles absolus.
En prenant le parti des légendes, en leur donnant leur pleine valeur symbolique, Hugo a reproduit le mécanisme de création des mythes, et s'est fait l'égal des Anciens. Sa démarche était fondamentalement différente de celle de Leconte de Lisle, qui lui reprochait de ne pas chercher à se fondre dans les époques qu'il décrit mais de n'utiliser les cadres des civilisations que pour y installer ses propres pensées. Hugo était cependant plus proche de cette création du mythe que Leconte de Lisle, en dépassant la seule imitation du processus pour le réinventer. Par sa vision et son chant prophétique, par son talent poétique infaillible, par cette naïveté réelle ou feinte, sans doute recherchée, Hugo paraît atteindre quelque chose d'à la fois antique et intemporel, qui semble donner l'impression d'assister aux récits d'Homère chantant son épopée, et à l'enfantement des légendes.

## Épopée française ou épopée de la France?

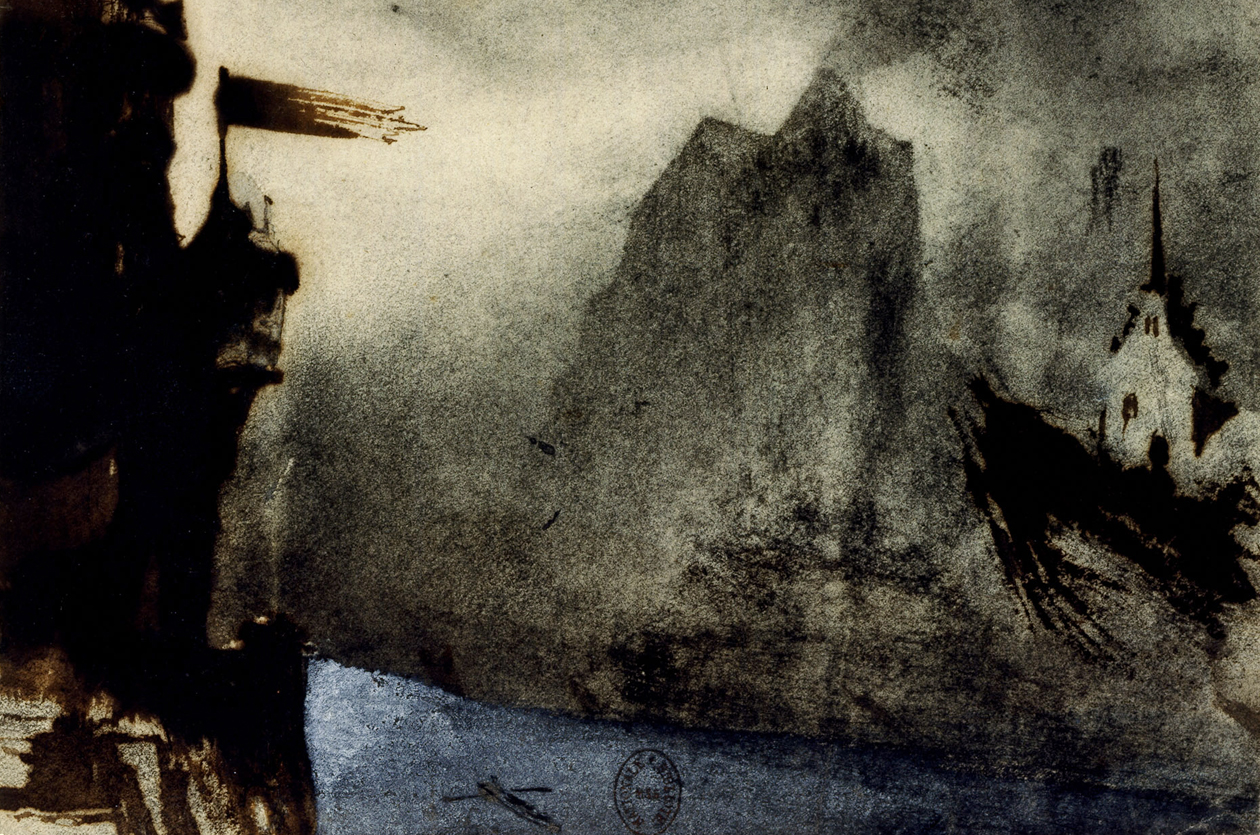
Le Rocher de l'Ermitage, dessin de Victor Hugo (1855).

La Légende des siècles est regardée comme le chef-d'œuvre de Victor Hugo et parfois comme la seule épopée française depuis La Chanson de Roland, après les demi-échecs ou les demi-réussites de la Henriade ou de la Franciade, sans doute parce que justement elle s'affranchit de l'ambition de faire une épopée de la seule France tout en la mettant en son centre à travers l'épopée de la Révolution et l'épopée napoléonienne. La Légende est pourtant bien moins connue que ses romans dans les pays non francophones, sans doute plus pour la raison première que la poésie récente est difficilement transmissible en d'autres langues que pour cette place donnée à l'histoire de France.
Cette « épopée moderne » est aussi le dernier éclat de la poésie romantique, et en fin de compte l'équivalent des grands romans qui lui sont contemporains. Sa première publication en 1859 survient au moment de l'apogée du romantisme poétique, sa dernière en 1883 apparaît comme son dernier souffle, témoin d'un âge et d'une pensée révolus et cependant entrés dans l'immortalité.
La Légende des siècles apparaît surtout, enfin, comme la voix du XIXe siècle et de cette formidable libération des esprits et des âmes qui a suivi l'ère des révolutions, dont le romantisme a été une des plus extraordinaires manifestations, et qui porte désormais sur le chemin parcouru par l'Homme et sur l'avenir un regard nouveau.

### Éditions et sources de cet article
- La Légende des siècles (extraits), introduction, notes et analyse par Georges Bonneville, Bordas, Paris, 1985
- La Légende des siècles (Première Série), notice par Jean Gaudon, Œuvres complètes de Victor Hugo - Poésie II, Robert Laffont, Paris, 1985.
- La Légende des siècles (Nouvelle Série), notice par Jean Delabroy, Œuvres complètes de Victor Hugo - Poésie III, Robert Laffont, Paris, 1985.
- La Légende des siècles (Dernière Série), notice par Yves Gohin, Œuvres complètes de Victor Hugo - Poésie III, Robert Laffont, Paris, 1985.
- La Légende des siècles, introduction et notes de Léon Cellier, Paris, Garnier-Flammarion, 1979
- La Légende des siècles - La Fin de Satan - Dieu, édition et notes de Jacques Truchet, Paris, Gallimard (Pléiade), 1950

#### Notices et dictionnaires
- Notices dans des dictionnaires ou encyclopédies généralistes :   - Britannica
  - Universalis
- Notices d'autorité :   - BnF (données)
  - GND

#### Études en ligne et documents
- Groupe Hugo, Bibliographie sur La Légende des siècles, sur groupugo.div.jussieu.fr.
- Claude Millet, Diffusion et réception de La Légende des siècles de 1877, sur groupugo.div.jussieu.fr.
- Claude Millet, Nature et déterminisme historique dans la Nouvelle série de La Légende des siècles, sur groupugo.div.jussieu.fr.
- Pierre Laforgue, Épopée et histoire chez Hugo (1852-1862), sur groupugo.div.jussieu.fr.
- Guy Rosa, Hugo et la Révolution, sur groupugo.div.jussieu.fr.
- Françoise Chenet-Faugeras, Le paysage dans La Légende des siècles, sur cavi.univ-paris3.fr.
- Claude Millet, Épopée, histoire universelle et psychologie [doc], sur groupugo.div.jussieu.fr.
- Agnès Spiquel, Victor Hugo et l’écriture épique [doc], sur letras.ufmg.br.
- Correspondance de Flaubert, année 1859, sur univ-rouen.fr.